# The Hartford Courant
The Hartford Courant – amerykańska gazeta codzienna, największy dziennik w stanie Connecticut. Założony w 1764.